# Gyula Andrássy den yngre
Gyula Andrássy de Csíkszentkirály et Krasznahorka den yngre, född 30 juni 1860 i Tőketerebes i Ungern, död 11 juni 1929 i Budapest i Ungern, var en ungersk greve och statsman. Han var greve Gyula Andrássys och hans fru Katinka Kendeffys andra son.

## Biografi
Andrássy inträdde efter avslutade studier på den diplomatiska banan. Redan 1885 var han deputerad i Ungerns folvalda kammare, och anslöt sig i enlighet med familjens traditioner till det liberala partiet, officiellt kallat de fria grundsatsernas parti. Han kastade sig genast in i de kyrkopolitiska striderna under ministärerna Kálmán Tisza och Friedrich Szápáry och hävdade energiskt de liberala synpunkterna. Mellan åren 1894 och 1895 var han medlem av Sándor Wekerles första kabinett. Andrássy tillhörde de liberala "dissidenter", vilka 1898 lämnade partiet och i förbund med "nationalpartiet" 1899 framkallade ministären Dezső Bánffys avgång.
Under den 1903 året uppblossande striden om det ungerska språkets ställning i armén var Andrássy en av de ivrigaste förfäktarna av de ungerska kraven. I november 1904 lämnade han för alltid det liberala regeringspartiet till följd av István Tiszas "lex Daniel" som definitivt skulle omöjliggöra saboterandet av kamrarnas arbetsordning. Han blev då ledare för en grupp liberala dissidenter, det så kallade "författningspartiet". Efter Tiszas nederlag vid kammarvalen 1905 ingick Andrássy som inrikesminister i Wekerles andra regering (1906–1910).
Som sådan framlade han det av den oppositionella koalitionen utlovade förlaget till allmän rösträtt 1908, detta innebar en mycket beskuren allmän rösträtt med en mängd garantier i olika riktningar, främst i avsikt att utestänga den icke-magyariska befolkningen i Ungern (slovaker, serber och rumäner) från ett verkligt utövande av rösträtten. Förslaget avslogs, och kabinettet trädde tillbaka. Under de följande ministärerna fram till första världskrigets utbrott leddes Andrássys politik in på andra banor; han upplöste "författningspartiet" och biträdde Tiszas politik.
Redan 1915 inledde han emellertid, delvis i samförstånd med Mihály Károlyi, en kampanj för ett avbrytande av kriget från Österrike-Ungerns sida, målet var en separatfred med ententen. I oktober 1918 efterträdde han Stephan Burián som österrikisk-ungersk utrikesminister och fungerade som sådan till kejsardömets fall och Österrikes skiljande från Ungern. Under sin utrikesministertid gjorde han i en not till president Woodrow Wilson ett sista försök att rädda dubbelmonarkin genom separatfred.
Efter fredsslutet invaldes han i nationalförsamlingen och tillhörde icke något bestämt parti förrän 1921, då han inträdde i det kristligt-nationella partiet, som utsåg honom till sin ledare. I oktober samma år tog han aktiv del i exkonung Karl I:s andra försök att återta Ungerns krona och var utrikesminister några dagar i "restaurationsregeringen". Efter kuppens misslyckande insattes Andrássy i fängelse men lössläpptes efter några veckor och invaldes 1922 återigen i nationalförsamlingen.
Han hade då redan lämnat det kristligt-nationella partiet och deltagit i bildandet av ett "kristligt och nationellt lantmanna- och borgarparti" med legitimistiskt program. Då 1926 den övre kammaren återinfördes, fick Andrássy plats i densamma, men uteslöts 8 januari 1927 på tillskyndan av ministerpresidenten István Bethlen. Andrássy bedrev ett flitigt författarskap i sin samtids och sitt lands historia och utgav bland annat Wer hat den Krieg verbrochen? (1915), den till svenska översatt Ryssland och Serbien. Det gemensamma målet. Brev från en österrikare till en vän i Berlin (1915) och Diplomatie und Weltkrieg (1920).

## Utmärkelser
- Kommendör med stora korset av Vasaorden, 1908.[1]

### Fotnoter
1. ↑  Kungl. Vasaorden i Sveriges statskalender 1925